# WANDERER (柳ジョージの曲)
「ワンダラー 天衣無縫」（ワンダラー てんいむほう、英語: WANDERER）は、日本のロックミュージシャンである柳ジョージが、1989年4月25日にワーナー・パイオニア / Atlantic Recordからリリースした12枚目のシングルである。

## 解説
同年に発売されたアルバム『WANDERER』の先行シングルで、NHK水曜ドラマ『晴のちカミナリ』の主題歌に起用された。

## 収録曲
| 全編曲: 平野孝幸。 |                                   |           |            |       |
| #                  | タイトル                          | 作詞      | 作曲       | 時間  |
| 1.                 | 「ワンダラー 天衣無縫」(WANDERER) | 東海林良  | 柳ジョージ | 4:55  |
| 2.                 | 「追憶の彼方」(I THINK OF YOU)    | 池永康記  | 大田黒裕司 | 5:14  |
| 合計時間:          | 合計時間:                         | 合計時間: | 合計時間:  | 10:09 |